# Alfred Huhnhäuser
Alfred Huhnhäuser (* 14. Juni 1885 in Demmin; † 23. Dezember 1950 in Hambach) war ein deutscher Pädagoge und Ministerialbeamter.

## Leben
Alfred Huhnhäuser unterbrach 1900 den Besuch des Gymnasiums für eine Lehre als Schlosser und Elektromonteur in Rostock. Dann studierte er nach dem Abitur in Demmin 1907 Deutsch, Latein und Geschichte in Berlin und Rostock. Seit 1908 gehörte Huhnhäuser dem Akademischen Gesangverein Redaria (seit 1920 Rostocker Burschenschaft Redaria) an. Er promovierte 1913 bei Hermann Reincke-Bloch. Anschließend unterrichtete er in Rostock, unterbrochen vom Militärdienst 1915 bis 1918, den er erst als Übersetzer im Rostocker Hafen und in Hamburg, am Ende bei der Feldpolizei wieder in Rostock verbrachte. Er übersetzte daneben aus dem Dänischen und Norwegischen,  als Lektor an der Universität Rostock von 1918 bis 1920, darunter erstmals die Autobiografie von Hans-Christian Andersen. Ab 1922 war er in Neukloster am dortigen Lehrerseminar als Leiter und Studiendirektor tätig. In Mecklenburg gab er das Lesebuch Lebensgut heraus und veröffentlichte zur Regionalgeschichte und Literatur. In Rostock wirkte er als Opernkritiker für den Rostocker Anzeiger. 
Seit 1926 war er Oberstudiendirektor in Breslau an der Schule zum heiligen Geist und wurde 1928 Oberschulrat im preußischen Provinzialkollegium Koblenz. In mehreren Aufsätzen nahm er für einen modernen Arbeitsunterricht mit selbstständiger Schülerarbeit und gelockerter Lehrerführung Partei. Nach der nationalsozialistischen Machtübernahme trat er zum 1. Mai 1933 in die NSDAP ein (Mitgliedsnummer 3.055.821) und kam als Ministerialrat in das Reichsministerium für Wissenschaft, Erziehung und Volksbildung nach Berlin. 1935 war er zusätzlich Reichssachbearbeiter für das Fach Deutsch beim NS-Lehrerbund, in den er erst Ende 1934 eingetreten war, und 2. Vorsitzender in der Gesellschaft für deutsche Bildung. Er wohnte in Frohnau in der arisierten Villa eines emigrierten Juden.
Während des Zweiten Weltkrieges war er im Reichskommissariat für das besetzte Norwegen als Leiter der Abteilung Schule und Bildung eingesetzt. Er blieb noch u. a. als Zeuge wegen der Kriegsprozesse bis 1948 in Norwegen, wo er viele Freunde hatte, die für ihn positiv aussagten, weil er vielen geholfen hatte. Er zog dann zu seiner Tochter nach Hull in England und ein Jahr später wieder nach Deutschland, über Flensburg in die Rheinpfalz.
Alfred Huhnhäuser war seit 1913 mit der Lehrerin Else Schulze verheiratet und hatte die Töchter Heidi (* 1914) und Inge (* 1916). Heidi heiratete 1939 den Schotten Alexander Peden. Im Nachlass finden sich eine unvollendete Autobiografie bis 1928 und Korrespondenz.

## Schriften
- Rostocks Seehandel von 1635–1648. Rostock 1914 (= Dissertation, Digitalisat)
- Wilhelm von Humboldt. Briefe an eine Freundin. Berlin 1921 (an Charlotte Diede)
- Aus der Heimat Fritz Reuters und John Brinkmanns. Ein Heimatbuch, Diesterweg, Frankfurt/M. 1924
- Hg. mit Carl August Endler, Walter Neumann: Festschrift für Hermann Reincke-Bloch zu seinem sechzigsten Geburtstag, überreicht von seinen Schülern, Trewendt & Granier, Breslau 1927
- (Hg.) mit H. Tschersig: Beiträge zur Methodik des Geschichtsunterrichts, M. Diesterweg. Frankfurt/M. 1928
- Zur Praxis des Arbeitsunterrichts. 1929
- Zur Frage der staatsbürgerlichen Bildung, in: Zeitschrift für deutsche Bildung, 1931 (7. Jg.), S. 496–506
- Nationalpolitische Lehrgänge für Schüler (Denkschrift des Oberpräsidenten der Rheinprovinz (Abteilung für höheres Schulwesen): Diesterweg, 1935)
- Beiträge zur Geschichte des Deutschtums in Norwegen, 1944 (mehrere Beiträge)
- Goethe. Lebensweisheit. Flensburg 1949
- Übersetzer: Hans-Christian Andersen, Das Märchen meines Lebens (Mit Livs Eventyr), Berlin 1920, ND Salzwasser Verlag 2012 ISBN 978-3846003879